# Sex i kasa
Sex i kasa – trzeci i ostatni singel z albumu Reklama Krzysztofa "K.A.S.Y." Kasowskiego. Zawiera 2 utwory: Sex i kasa oraz No kto? (czas bliżej nieokreślony).
W utworze Sex i kasa wykorzystano sampling – fragment utworu Maryli Rodowicz pt. Kasa Sex.

## Lista utworów
Opracowano na podstawie materiału źródłowego.
1. Sex i kasa (F16 Mix) (J. Kochan, A. Korzyński – K. Kasowski, A. Korzyński) – 3:00
2. Sex i kasa (album version) (J. Kochan, A. Korzyński – K. Kasowski, A. Korzyński) – 3:48
3. Sex i kasa (dub smalony) (J. Kochan, A. Korzyński – K. Kasowski, A. Korzyński) – 3:12
4. No kto? (czas bliżej nieokreślony) (J. Kochan, M. Felecki – K. Kasowski) – 3:35 (długość nie podana na okładce)

Łączny czas: 10:55
Po utworze "No kto? (czas bliżej nieokreślony)" został zamieszczony ukryty utwór – "Reklama (Remix)", trwający 5:44. Uwzględniając ten utwór, łączny czas utworów na płycie wynosi 16:39.

## Twórcy
- Krzysztof "K.A.S.A." Kasowski – śpiew i teksty
- Jacek Kochan – muzyka (wszystkie utwory), realizacja nagrań
- Mieczysław Felecki – muzyka (utwór 4), realizacja nagrań, remiksy (utwory 1 i 3 oraz ukryty utwór)
- Andrzej Korzyński – muzyka i tekst (utwory 1-3)
- Maryla Rodowicz – śpiew (utwory 1-3)
- Jacek Gawłowski – mastering
- Studio 27 (Arkadiusz Stegenka, Karol Laskowski, Karol Perepłyś) – projekt okładki, koncepcja artystyczna
- Jerzy Linder – zdjęcia na okładce
- Danuta Godzisz-Stegenka – stylizacja na okładce